# Imitation
Imitation (Hangul : 이미테이션; RR : Imiteisyeon) es una serie de televisión surcoreana protagonizada por Jung Ji-so , Lee Jun-young , Jeong Yun-ho y Park Ji-yeon . Basado en el webtoon del mismo nombre, cuenta la historia de las vidas de los ídols en la industria del entretenimiento, centrada en el romance secreto entre un miembro de un grupo de chicas novatas y un miembro del grupo de chicos top en la industria. La serie se emitió en KBS2 desde el 7 de mayo de 2021 hasta el 23 de julio de 2021.
Emitida en un horario nocturno irregular de 23:20 a 24:30 KST los viernes, Imitation se convirtió en la primera miniserie de la televisión abierta coreana en obtener calificaciones promedio por debajo del rango del 1 %. Fue superado constantemente por los dramas nocturnos rivales en las redes de cable: Undercover , Dark Hole y Voice Season 4

## Sinopsis
Después de que sus sueños de debutar como ídol se desvanecen debido a un trágico incidente que involucra a la exmiembro de su grupo en su compañía de entretenimiento, Lee Ma-ha (Jung Ji-so) se mantiene a sí misma haciéndose pasar por la cantante solista La Ri-ma (Park Ji-yeon) en eventos económicos. Ella y los miembros de Omega III tienen una segunda oportunidad de alcanzar el estrellato cuando Ji Hak (Danny Ahn), el ex gerente del famoso grupo de chicos Shax, los recluta para cambiar su nombre como su nuevo grupo de chicas, Tea Party. De repente, Ma-ha se ve envuelta en el centro de atención, utilizando su impresión de La Ri-ma para atraer la atención del público del Tea Party, tanto positiva como negativa.
Ma-ha se encuentra repetidamente con Kwon Ryok (Lee Jun-young), el miembro más popular de Shax, en varios eventos de ídolos. A pesar de su exitosa carrera, Ryok todavía está obsesionado por la desaparición del miembro del grupo Lee Eun-jo (Chani) durante un concierto tres años antes. Aunque inicialmente estaba molesto por Ma-ha, él desarrolla sentimientos por ella y comienzan una relación secreta que pone en riesgo sus carreras. Lee Yu-jin (Jeong YunHo), amigo íntimo de Ma-ha y compañero ídol, se da cuenta de su incipiente romance y decide proteger a Ma-ha de Ryok y liderar su propio grupo, Sparkling, para destronar a Shax como el mejor grupo de chicos en La industria.

## Personajes

### Personajes principales
- Jung Ji-so como Lee Ma-ha

El centro del nuevo grupo de chicas Tea Party, conocida por su personificación de la artista solista La Ri-ma. Originalmente una aprendiz en Music Holic, fue persuadida de unirse a Omega Entertainment después de que un miembro de su próximo grupo de chicas abandonó repentinamente. Sin embargo, el debut del grupo fue cancelado y Ma-ha pasó tres años haciendo trabajos ocasionales para mantenerse antes de tener su segunda oportunidad con Tea Party. Está decidida a triunfar pase lo que pase, incluso cuando sus intentos de ganar popularidad la conviertan en objeto de un severo odio en línea. A través de su trabajo como ídolo, con frecuencia se cruza con el miembro de Shax, Kwon Ryok, y comienza a enamorarse de él a pesar de las reglas que prohíben a los ídolos tener citas.
- Lee Jun-young como Kwon Ryok

El centro encantador y miembro más popular del grupo de chicos Shax, que debutó hace seis años bajo NOG Entertainment. Es conocido por su fuerte personalidad, habilidades de interpretación y calidad de estrella; sin embargo, todavía está profundamente afectado por la desaparición de su mejor amigo Eun-jo hace tres años. Finge ser la misma figura carismática que alguna vez fue, pero todo es un acto para las cámaras. Ryok se preocupa profundamente por los miembros restantes de Shax y hace todo lo posible para asegurar el éxito continuo del grupo a pesar de su propio dolor. Conoció a Ma-ha antes de debutar con Shax, siendo su mentor en el baile. Una vez que ella se convierte en un ídolo, sus caminos se cruzan nuevamente, pero a él no le gusta debido a sus personificaciones de La Ri-ma. Sin embargo, sus opiniones comienzan a cambiar a medida que se acercan y está dispuesto a arriesgarlo todo para salir con ella.
- Park Ji-yeon como La Ri-ma

Una popular cantante solista considerada una de las ídols más icónicas de la industria, conocida por sus poderosas y sofisticadas actuaciones. Una vez fue aprendiz en NOG Entertainment, se fue después de que Ji Hak sugirió que usara sus habilidades para convertirse en solista en lugar de unirse a un grupo de chicas. Ha abrazado la imagen de una celebridad desde una edad temprana, pero a menudo se siente sola como resultado de su estilo de vida. Su única amistad cercana es con Ryok, y se preocupa y amenaza cuando la presencia de Ma-ha en su vida comienza a fortalecerse. Ofendida por las imitaciones que Ma-ha hace de ella y preocupada por perder a Ryok, Li-ma intenta encontrar formas de humillar a Ma-ha y separarlos. 
- Jeong Yun-ho como Lee Yu-jin

El vocalista principal y centro del grupo de chicos en ascenso Sparkling, que esconde su ambición y persistencia detrás de su imagen exteriormente suave y encantadora. Se formó en Music Holic junto a Ma-ha y han sido amigos cercanos durante años. Él siempre hace todo lo posible para estar allí para Ma-ha cuando ella está luchando, y ha albergado un enamoramiento secreto por ella desde sus días de aprendiz. Cuando se da cuenta de que Ma-ha se está enamorando de Ryok, su lado competitivo sale a la superficie. Comienza a ver a Ryok como su rival y se decide a llevar a Sparkling a destronar a Shax como el mejor grupo de chicos de la industria.

### Personajes secundarios

#### Tea Party
- Lim Na-young como Shim Hyun-ji

La imagen principal del grupo. Ella está obviamente enamorada de Yu-jin, pero él no se da cuenta debido a su enamoramiento con Ma-ha.
- Kim Min-seo como Yu Ri-ah

El vocalista principal y líder de Tea Party. Tiene una actitud elegante y genial y siempre está pendiente de sus compañeros de grupo. Ella desarrolla sentimientos por Lee-hyun después de que él le pide colaborar con ella en una canción.
- Danny Ahn como Ji Hak

Creador de Tea Party y fundador de JH Entertainment. Una vez fue el respetado gerente de Shax, renunció después de la desaparición de Eun-jo y reinició su vida como dueño de un café. Después de tres años, regresa inesperadamente a la industria del entretenimiento con Tea Party, decidido a convertirlos en un grupo ídolo superior. Tiene una conexión desconocida con Annie, una aprendiz fallecida de Omega Entertainment. 

#### Shax
- Chani como Lee Eun-jo

Un exmiembro de Shax que era el mejor amigo de Ryok. Desapareció repentinamente durante un concierto hace tres años, aunque la noticia se vio ensombrecida por el suicidio de Annie esa misma noche. Su desaparición hirió profundamente a los otros miembros de Shax y llevó a la renuncia de Ji Hak de NOG Entertainment. Ryok y Ji Hak son frecuentemente perseguidos por su memoria, y su inesperado regreso saca a la luz secretos desconocidos.
- Ahn Jeong-hun como Han Jae-woo

Una vocalista que es la líder y "mamá" de Shax. Después de que Eun-jo desaparece, se vuelve más maduro y protector con los miembros restantes de Shax. 
- Yuri Park como Bang Do-jin

Un rapero conocido por su personalidad excéntrica. Como extranjero, a veces le cuesta entender las frases en coreano. Es el más cercano a Hyuk, a quien recluta para ayudarlo a descubrir la verdadera naturaleza de la relación de Ryok con Ma-ha cuando sospecha algo entre ellos.
- Hwiyoung como Kang Lee-hyun

Rapero y productor. Fue persuadido de unirse a Shax debido a su apariencia de ídolo, pero solo se preocupa por crear música. Se enamora de Ri-ah después de escucharla cantar.
- Choi Jong-ho como Yoon Hyuk

El miembro más joven y vocalista principal de Shax. Habiendo comenzado el entrenamiento de ídolos a una edad temprana, fue criado en gran parte por sus compañeros de grupo. Él es codicioso por su atención y se porta mal cuando es ignorado, pero trata de mantener al grupo alegre después de la desaparición de Eun-jo. Ayuda a Do-jin a descubrir la relación de Ryok y Ma-ha.
- Oh Hee-joon como Koo Dae-kwon

El dedicado mánager de Shax que está sobrecargado de trabajo entre la dirección del grupo y la carrera de actuación de Ryok. Se preocupa profundamente por mantener la reputación de Shax. 

#### Sparkling
- Lee Su-woong como Kim Hyun-oh

Miembro mayor del grupo y ex centro. Después de perder la posición central ante Yu-jin, Hyun-oh se vuelve frío y crítico hacia él. Espera atentamente las oportunidades para derribar a Yu-jin. Se suponía que debutaría en SHAX.
- Park Seonghwa como Nam Se-young

Un rapero y líder de Sparkling, conocido como una "joya escondida" entre los fanáticos de Sparkling, cuya personalidad contundente mantiene a Hyun-oh bajo control.
- Choi San como Son Min-soo

El miembro más joven que es conocido entre los fanáticos de los ídolos por su cabello rosado vibrante. Siempre es leal a Yu-jin.
- Shin Soo-ho como Tae-geun

El gerente de Sparkling que admira el trabajo de Ji Hak y lo ayuda cuando es necesario. Él está agobiado por hacer de Sparkling un éxito y, como resultado, desdeña la cercanía de Yu-jin con Ma-ha. 

#### NOG Entertainment
- Gong Jung-hwan como Park Jin-man

El CEO de NOG Entertainment que domina la industria de los ídolos con sus intensas estrategias comerciales. Después de la desaparición de Eun-jo, se asegura de mantener a Shax en la cima, aunque en privado está considerando el momento perfecto para derribar al grupo y empujar a uno nuevo en su lugar. Tiene un contrato secreto con Ryok. Cuando Tea Party debuta, intenta dañar su reputación y molestar a Ji Hak.
- Lee Tae-hyung como el jefe de departamento Kim

El segundo al mando del CEO Park que maneja todas sus tareas detrás de escena. 

### Otros
- Shim Eun-jin como Byun Jung-hee

Un reportero que dirige el periódico de celebridades "Fact Check", que está decidido a descubrir la verdad detrás de la desaparición de Eun-jo y todos los escándalos de Shax. 
- Yeon Si-woo como Annie / Jang Yu-ri

Un aprendiz fallecido de Omega Entertainment con una conexión desconocida con Ji Hak. Se suicidó saltando al río Han, la misma noche en que Eun-jo de Shax desapareció durante un concierto. Los ejecutivos de NOG Entertainment utilizaron su muerte para distraer a los medios de comunicación de la desaparición de Eun-jo.
- Jo Jung-chi como Kim Ha-seok / Ammonite

Un compositor que es mentor de Lee-hyun y productor de Tea Party. 
- Kim Ji-sook como Eun-jin

Un estilista talentoso que trabaja con Shax y Tea Party.
- Nam Jung-woo como Go Ba-wi

El gerente de Omega III, quien administra extraoficialmente a Ma-ha después de que el grupo se disuelve.
- Choi So-yoon como So-yoon

El ejecutivo del club de aficionados de Shax.
- Lee Hwi-seo como Tae-ri

Un miembro del club de aficionados de Shax que ayuda a So-yoon. 

### Apariciones especiales
- Yoon Jung-sub como miembro del personal de un estudio de cine (Ep. 1, 4-6)
- Jang Won-young como el CEO de Omega Entertainment (Ep. 1, 8)
- Jo Mo-se como miembro del personal de Music Holic (Ep.1)
- Kim Jae-il como CEO de Music Holic (Ep. 1, 3)
- Sung Hyuk como nominado al mejor actor nuevo (Ep.1)
- 3YE como ellos mismos ( Ep.2 , 3)
- Park Kyung-rim como presentadora del programa de transmisión (Ep. 2) [13]
- Jeon Ji-soo como mánager de La Ri-ma (Ep.2, 3, 4)
- Joo Young-hoon como F Reze (Ep.3, 4)
- Shim Yu-seung como director de Music Arena (Ep.4)
- Seo Ji-hoon como Yoon Bin (Ep.8)
- Yoon Yoo-sun como la madre de Lee Ma-ha

## Episodios

### Desempeño comercial
Con 0,8 % de audiencia, imitation registró las calificaciones más bajas para KBS2, junto con Welcome, y la segunda más baja en general de forma gratuita de televisión detrás de MBC con Dae Jang Geum Is Watching con 0,7 % en 2018. En el sexto episodio imitation registrado 0.4 % de calificaciones, las más bajas de todos los tiempos.

### Audiencia
Los números en color rojo indican las calificaciones más altas, mientras que los números en azul indican las calificaciones más bajas.
| Episodios | Parte               | Fecha de emisión    | Participación promedio de audiencia (AGB Nielsen) |
| --------- | ------------------- | ------------------- | ------------------------------------------------- |
| 1         | 1                   | 7 de mayo de 2021   | 1.0 %                                             |
| 1         | 2                   | 7 de mayo de 2021   | 0.9 %                                             |
| 2         | 1                   | 14 de mayo de 2021  | 0.8 %                                             |
| 2         | 2                   | 14 de mayo de 2021  | 1.1 %                                             |
| 3         | 1                   | 21 de mayo de 2021  | 0.8 %                                             |
| 3         | 2                   | 21 de mayo de 2021  | 0.8 %                                             |
| 4         | 1                   | 28 de mayo de 2021  | 1.0 %                                             |
| 4         | 2                   | 28 de mayo de 2021  | 0.7 %                                             |
| 5         | 1                   | 4 de junio de 2021  | 1.1 %                                             |
| 5         | 2                   | 4 de junio de 2021  | 0.8 %                                             |
| 6         | 1                   | 11 de junio de 2021 | 0.7 %                                             |
| 6         | 2                   | 11 de junio de 2021 | 0.4 %                                             |
| 7         | 1                   | 18 de junio de 2021 | 0.6 %                                             |
| 7         | 2                   | 18 de junio de 2021 | 0.9 %                                             |
| 8         | 1                   | 25 de junio de 2021 | 1.3 %                                             |
| 8         | 2                   | 25 de junio de 2021 | 1.1 %                                             |
| 9         | 2 de julio de 2021  | 2 de julio de 2021  | 1.0 %                                             |
| 10        | 9 de julio de 2021  | 9 de julio de 2021  | 1.0 %                                             |
| 11        | 16 de junio de 2021 | 16 de junio de 2021 | 0.5 %                                             |
| 12        | 23 de julio de 2021 | 23 de julio de 2021 | 1.2 %                                             |
| Promedio  | Promedio            | Promedio            | 0.885 %                                           |

## Producción
En octubre de 2020, fue anunciado que el popular Webtoon Imitation de Park Kyung-ran sería llevada a la televisión protagonizada por Jung Ji-so, Lee Jun-young, Park Ji-yeon, Jeong Yun-ho. Imitation fue dirigida por Han Hyun-hee y escrita por Choi Sun-young y Kim Min-jung segunda colaboración después de Goo Hae-ryung, la historiadora novata (2019). En marzo de 2021, fue anunciado que imitation saldría al aire antes en mayo debido a la posposición indefinida del drama Dear.M

### Promoción
Aparte de la campaña promocional del programa, KBS creó cuentas de redes sociales en Instagram y Twitter para Shax, Sparkling y Tea Party donde se postiaban fotos, entrevistas y contenido especial relacionado con los personajes y a que grupo pertenecian realmente. Los post's a veces hacían referencia a eventos que ocurrirían en el próximo episodio del programa. Adicionalmente los actores miembros de Shax y Tea Party hicieron una presentación y entrevistas en Music Bank para promocionar los singles "Show Me" y "Malo". Además cada uno de los tres grupos juntos con el personaje de La Ri-ma lanzaron individualmente Miniálbum con las canciones del show

## Banda sonora

### Part 1
| N.º | Título | Duración |  |

- Datos: Q104784097